# Bonny-sur-Loire
Bonny-sur-Loire – miejscowość i gmina we Francji, w Regionie Centralnym, w departamencie Loiret.
Według danych na rok 1990 gminę zamieszkiwało 1921 osób, a gęstość zaludnienia wynosiła 74 osoby/km² (wśród 1842 gmin Regionu Centralnego Bonny-sur-Loire plasuje się na 201. miejscu pod względem liczby ludności, natomiast pod względem powierzchni na miejscu 461.).